# Gilbert Durand
Gilbert Durand (Chambéry, 1 de mayo de 1921-7 de diciembre de 2012) fue un antropólogo, mitólogo, iconólogo y crítico de arte francés, creador de la mitocrítica o mitodología.

## Biografía
Profesor emérito de la Universidad de Grenoble, donde impulsó la creación del Centre de Recherches sur I´lmaginaire en 1966, discípulo confeso del pensador francés Gaston Bachelard (1884-1962), creó una teoría de la imaginación simbólica y material centrada en los elementos primordiales de la cosmogonía de Empédocles, tierra, aire, agua y fuego, influido también por los trabajos psicoanalíticos de Carl Gustav Jung (1875-1961) y su teoría del inconsciente colectivo (reserva de imágenes primordiales o arquetipos). Conforme a ella propuso un innovador enfoque mitológico y arquetípico de la imaginación creadora, con reconocidas aplicaciones en el campo de la estética, la iconología, la iconografía y la crítica literaria. Algunas de sus obras son La imaginación simbólica; Mito y sociedad: el mitoanálisis y la Sociología de las profundidades; Imaginario y pedagogía y su gran obra, Las estructuras antropológicas de lo imaginario (París, 1960).
Para Durand, en su actuación sociológica y cultural, el ser humano está dotado de una incuestionable facultad simbolizadora; por consiguiente, la creación artística y literaria no debe ser concebida fuera de una poética de lo imaginario, que interpreta los símbolos y las imágenes recurrentes como proyecciones inconscientes de los arquetipos en que se configuran las profundidades del inconsciente colectivo. En este contexto de una perspectiva imagético-temática, se debe a Durand una notable y abarcadora tentativa de clasificación taxonómica de las imágenes del sistema antropológico a partir de los arquetipos colectivos, agrupándolas en dos regímenes, diurno y nocturno, y tres reflejos dominantes, posición, digestivo y rítmico o copulativo. Como esta perspectiva mitocrítica y este atlas antropológico de la imaginación humana está en la estela de las aportaciones del Psicoanálisis, del Surrealismo y de la fenomenología bachelardiana, Durand procuró argumentar contra la desvalorización ontológica de la imagen y de lo imaginario así como contra los excesos formales del Estructuralismo de los años sesenta y setenta. Su obra teórica se vincula con la Escuela de Eranos (C. G. Jung, Mircea Eliade, Joseph Campbell, Herbert Read, Henry Corbin, Erich Neumann, Karl Kerényi).
Falleció el 7 de diciembre de 2012 a los 91 años.

## Obra
- Les Structures anthropologiques de l'imaginaire, Paris, Dunod (1.ª edición Paris, P.U.F., 1960).
- Le Décor mythique de la Chartreuse de Parme, Paris, José Corti (1961)
- L'Imagination symbolique, Paris, PUF (1.ª edición en 1964).
- Sciences de l’homme et tradition. Le nouvel esprit anthropologique, Paris, Albin Michel (1.ª ed. Tête de feuille-Sirac, París, 1975).
- Figures mythiques et visages de l’œuvre. De la mythocritique à la mythanalyse, París, Berg International, 1979.
- L'Âme tigrée, París, Denoël, 1980.
- La Foi du cordonnier, Paris, Denoël, 1984.
- Beaux-arts et archétypes. La religion de l’art, Paris, P.U.F., 1989.
- L’Imaginaire. Essai sur les sciences et la philosophie de l’image, Paris, Hatier, 1994.
- Introduction à la mythodologie. Mythes et sociétés, Paris, Albin Michel, 1996.
- Champs de l’imaginaire. Textes réunis par Danièle Chauvin, Grenoble, Ellug, 1996.
- Les Mythes fondateurs de la franc-maçonnerie, Paris, Dervy, 2002.
- Structures, La Table Ronde, 2003

En colaboración: 
- & Simone Vierne, Le Mythe et le Mythique, Paris, Albin Michel, 1987. (http://www.ccic-cerisy.asso.fr/mytheTM87.html)
- & Sun Chaoying, Mythes, thèmes et variations, Paris, Desclée de Brouwer, 2000.